# Агассис, Луи
Жан Луи́ Родольф Агасси́с (Агасси) (фр. Jean Louis Rodolphe Agassiz; 28 мая 1807[…], Мотье, Швейцария — 14 декабря 1873[…], Кембридж, Массачусетс, США) — швейцарский и американский учёный-естествоиспытатель, один из основоположников гляциологии. Член Национальной академии наук США (1863), иностранный член Лондонского королевского общества (1838).

## Биография
Родился в городке Мотье (ныне в составе общины О-Вюйи кантона Фрибур); изучал медицину в Цюрихе, Хайдельберге и Мюнхене.
В 1831 году был приглашён занять кафедру естественных наук в Невшателе, где поселился и прожил до 1846 года.
В октябре 1833 года женился на художнице Сесиль Браун, сестре его университетского товарища натуралиста Александра Брауна. Их сын, Александр Агассис, родившийся в Невшателе в 1835 году, впоследствии стал преемником отца в управлении Музеем сравнительной зоологии в Гарварде.
Переселившись в США, Луи Агассис был профессором в Бостоне, Чарльстауне и, наконец, в Нью-Кембридже близ Бостона. Встретив здесь общий почёт и широкое материальное содействие для своих путешествий, он полностью посвятил себя науке и обогатил коллекциями великолепный нью-кембриджский музей — «Museum of Comparative Anatomy» (ныне — Музей сравнительной зоологии при Гарвардском университете).
С 1835 года он был корреспондентом Парижской академии наук. Иностранный член Баварской АН (1853). С 5 декабря 1869 года член-корреспондент Петербургской академии наук. Почётный член Венгерской АН (1863).
Агассис работал по нескольким отраслям естественных наук, совершил несколько путешествий по Европе, Северной Америке и Бразилии. В последние годы своей жизни он был ярым противником теории Дарвина, оставаясь верным школе Ж. Л. Кювье.
Учёный принимал активное участие в изучении коллекций доставляемых для Годефруа, который размещал их в основанном им «Музее Годефруа».
Его важнейшие исследования касаются рыб, морских ежей и глетчеров. Капитальнейший из его трудов о рыбах: «Recherches sur les poissons fossiles» (5 т., Невшатель, 1833—1842, с 311 литографическими таблицами in folio), и продолжение этого труда «Monographie des poissons fossiles du vieux grès rouge du système Dévonien des Iles Britanniques» (Золот., 1845; с 41 табл.).
Исследование о пресноводных рыбах Средней Европы остановилось на одном выпуске таблиц, изданной К. Фохтом «Embryologie des Salmones» (1840) и обработанной тем же К. Фохтом в сотрудничестве с Агассисом «Anatomie des Salmones».
Агассис совместно с Дезором написал несколько монографий о морских ежах — анатомию ежей разработал Габриэль Валентин.
Агассис был ярым противником эволюции и дарвинизма. Он писал: «Я считаю это учение противоречащим истинным методам естественной истории и опасным, даже фатальным для развития этой науки». Агассис утверждал, что все виды, роды, семейства и прочие систематические единицы животных и растений созданы божественным разумом и представляют воплощение форм его мысли.

### Наблюдение за ледниками
Агассис — один из основоположников гляциологии, результаты многочисленных и продолжительных наблюдений над ледниками (Аарскими) изложены им в его «Études sur les glaciers» (Невшатель, 1840, с 32 табл.) и «Sistème glaciaire» (Paris, 1847). Он был ревностным защитником теории Жана Шарпантье о распространении ледников. В Америке занимался главным образом продолжением своих наблюдений над ледниками, исследованиями фауны, чтением популярных лекций и изданием популярных книг.
Путешествие в Бразилию, предпринятое им в 1865 году, важных научных результатов не принесло, но зато им были привезены богатые коллекции. Такие же результаты дало и его путешествие с целью измерения глубин вокруг мыса Горн (1870).
В 1923 году в честь Ж. Л. Агассиса названо древнее пресноводное приледниковое озеро в Северной Америке.

### Награды
- Медаль Волластона (1836)
- Медаль Копли (1861)